# 東京ラスク
東京ラスク（とうきょうラスク、Tokyo Rusk）は、千葉県松戸市に創業した日本の洋菓子店舗の名称。「株式会社グランバー東京ラスク」が運営する。
主にラスクの販売を行っており、商品はグループ企業「株式会社グランバー」が製造している。東京を拠点に全国展開しており、ラスク「キャラメルアマンド」などの商品で知られる。

## 沿革
1984年、スイス製チョコレートを使用した高級チョコレートの製造・卸業をおこなう「株式会社スイス亭」として千葉県松戸市に創業。1990年に茨城県つくば市に洋菓子工場を増設し、当時のナタデココブームに乗るかたちで急成長した。
しかし、ナタデココブームが二年で終焉し、経営危機に直面。社員をリストラせざるを得ない状況に陥るが、スイートポテトの取り扱いを始め復調した。
1998年に社名を「株式会社グランバー」に変更。会社名の「グランバー（Granver）」は、創業者である大川吉美の姓を英語にした造語が由来である（grand [大] ＋ river [川] ）。
2000年、工場をつくば市から岩手県釜石市へ移転した。同年の「雪印乳業の集団食中毒」の風評被害により販売数が低下し、また卸販売したスイートポテトにカビが発生して返品が相次ぎ、二度目の経営危機となった。
2002年、下請けから製造直売へ業態変更を図り、ラスクの商品開発を始めて「東京ラスク」ブランドを立ち上げ。六本木に東京ラスク1号店を開店。
2010年に製造と販売で分社化し、販売会社を「株式会社グランバー東京ラスク」とする。
2011年の東日本大震災で釜石工場が被災し、製造状況もままならず三度目の経営危機に直面。同年、静岡県伊豆市にて伊豆工場が稼働開始。
2020年、コロナウイルスの感染拡大に伴い、直営店の売上が激減。四度目の経営危機となった。しかし2024年には、コロナウイルス感染の鎮静化と規制緩和、インバウンド需要の復調、また経費削減や赤字店舗の閉店などの社内変革により、コロナ期以前を含めて過去最高の年商を達成した。

## 店舗

### 直営店
東京都
- 本郷本店 - 東京都文京区本郷3-27-15
- 三軒茶屋店
- アトレ吉祥寺店
- 町屋店
- グランデュオ蒲田店
- 東京ギフトパレット店
- 大岡山店
- 上板橋店
- 府中店

千葉県
- 矢切店
- 新松戸店
- 本八幡店

静岡県
- 伊豆ファクトリー - 静岡県伊豆市市山550番地
  - 伊豆工場に併設型の店舗。店内からラスクを製造しているところも見学ができる。また、ラスクをトッピングし放題のジェラートビュッフェや、ラスクパンの特別販売などこの店舗独自のサービスがある。

北海道
- 大丸札幌店